# Borgorose
Borgorose – miejscowość i gmina we Włoszech, w regionie Lacjum, w prowincji Rieti.
Według danych na rok 2004 gminę zamieszkiwało 4515 osób, 30,3 os./km².